# به‌شدت عاشقش شدم (ترانه)
«به‌شدت عاشقش شدم» (به انگلیسی: I got it bad) ترانه‌ای از خواننده-ترانه‌پرداز آمریکایی ادیسون ری می‌باشد که در نخستین آلبوم چندآهنگهٔ وی تحت عنوان ای‌آر (۲۰۲۳) قرار دارد. این ترانه در ۱۸ اوت سال ۲۰۲۳ به‌عنوان اولین قطعهٔ ئی‌پی از سوی سندلات رکوردز در دسترس قرار گرفت.